# Związek gmin Elzach
Związek gmin Elzach – związek gmin (niem. Gemeindeverwaltungsverband) w Niemczech, w kraju związkowym Badenia-Wirtembergia, w rejencji Fryburg, w regionie Südlicher Oberrhein, w powiecie Emmendingen. Siedziba związku znajduje się w mieście Elzach, przewodniczącym jego jest Holger Krezer.
Związek zrzesza jedno miasto i dwie gminy wiejskie:
- Biederbach, 1 749 mieszkańców, 31,36 km²
- Elzach, miasto, 6 950 mieszkańców, 75,28 km²
- Winden im Elztal, 2 828 mieszkańców, 21,96 km²